# Liophis
Liophis este un gen de șerpi din familia Colubridae.

## Galerie

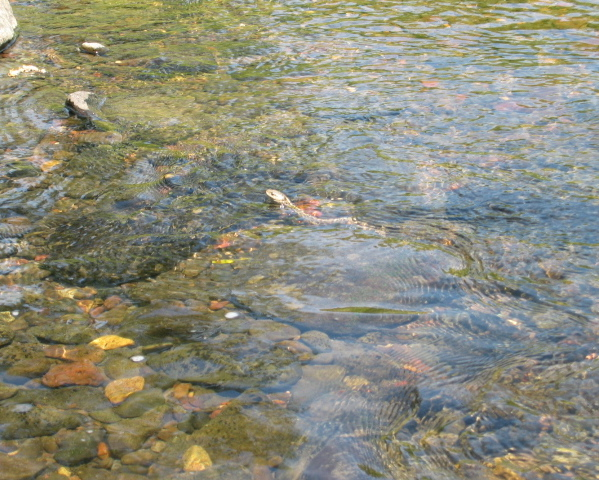

## Specii[1]
- Liophis almadensis
- Liophis amarali
- Liophis andinus
- Liophis angustilineatus
- Liophis anomalus
- Liophis atraventer
- Liophis boursieri
- Liophis breviceps
- Liophis carajasensis
- Liophis ceii
- Liophis cobellus
- Liophis cursor
- Liophis dilepis
- Liophis dorsocorallinus
- Liophis elegantissimus
- Liophis epinephelus
- Liophis festae
- Liophis flavifrenatus
- Liophis frenatus
- Liophis guentheri
- Liophis jaegeri
- Liophis janaleeae
- Liophis juliae
- Liophis leucogaster
- Liophis lineatus
- Liophis longiventris
- Liophis maryellenae
- Liophis melanauchen
- Liophis melanotus
- Liophis meridionalis
- Liophis miliaris
- Liophis ornatus
- Liophis paucidens
- Liophis perfuscus
- Liophis poecilogyrus
- Liophis problematicus
- Liophis reginae
- Liophis sagittifer
- Liophis steinbachi
- Liophis subocularis
- Liophis tachymenoides
- Liophis taeniurus
- Liophis torrenicolus
- Liophis triscalis
- Liophis tristriatus
- Liophis typhlus
- Liophis vanzolinii
- Liophis williamsi
- Liophis viridis
- Liophis vitti